# Volksmarine
Volksmarine (Folkeflåden) var den officielle titel på den maritime del af Østtysklands forsvar. Det var et af Nationale Volksarmees (NVA) tre værn etableret i 1956 og blev i 1990 efter Tysklands genforening sammenlagt med den Vesttyske pendant Bundesmarine til den nuværende Deutsche Marine.

## Historie
Efter afslutningen på 2. verdenskrig og i begyndelsen af den kolde krig begyndte Sovjetunionen at støtte sine satellitstater med militært udstyr. Dette betød at den østtyske flåde langsomt begyndte at ændre form.
Fra 1950 tilbød sovjetiske flådeofficerer at støtte med oprettelsen af Hauptverwaltung Seepolizei (Da: Havpolitiets hovedadministration) der den 1. juli 1952 blev omdøbt til Volkspolizei-See (VP-See) (Da: Folkepolitiet-Hav). På samme tid blev dele af det oprindelige maritime politi omorganiseret til et nyt Grenzpolizei-See (Da: Grænsepoliti-Hav), der havde til opgave at passe på nationens maritime grænser der blev fastlagt i 1946. I 1952 blev det anslået at VP-See's bemanding var på omkring 8.000 mand.
Den 1. marts 1956 blev NVA formelt etableret og VP-See blev ændret til Verwaltung Seestreitkräfte der NVA (NVA's flådeadministration) med omkring 10.000 ansatte. I november 1960 blev dette officielt omdøbt til Volksmarine. Igennem de næste par år modtog flåden et antal nye skibe, hovedsagligt bygget i Østtyskland. Kun kystvagtskibene og et antal torpedobåde blev anskaffet fra Sovjetunionen. Alle helikoptere og et begrænset antal støtteskibe blev indkøbt i Polen.
Efter opførelsen af berlinmuren den 13. august 1961 blev Grenzbrigade Küste der Grenzpolizei (GBK) (Grænsepolitiets kystgrænsebrigade) flyttet ind under Volksmarine. Under omstruktureringen af flåden i 1965 blev alle angrebsskibe, dvs. torpedobåde knyttet til en flotille (6. flotille) og udstationeret på Rügen. I 1970'erne var Volksmarine vokset til 18.000 ansatte. I 1980'erne blev et antal skibe erstattet af jagerbombere anskaffet fra Sovjetunionen.
I 1988 forekom der et antal aggressive konfrontationer mellem østtyske og polske flådestyrker om hvor søgrænsen mellem de to lande var placeret. I efterfølgende forhandlinger blev to tredjedele af det omstridte område allokeret til Østtyskland.
Volksmarine blev opløst, ligesom alle andre dele af den tyske Volksarmee, den 2. oktober 1990 – dagen før den officielle genforening med Vesttyskland. En del af de ansatte blev overført til Bundesmarinen (som herefter blev omdøbt til Deutsche Marine), andre af den tyske kystvagt. Størstedelen af Volksmarines skibe blev efterfølgende skrottet eller solgt.

## Organisation

### Flåden
Flåden var ved opløsningen delt op i fire flotiller:
- 1. Flotille i Peenemünde
  - 12× Frosch-I-Klasse
  - 8× Parchim-Klasse
  - 12× Kondor-II-Klasse
- 4. Flotille i Rostock-Warnemünde
  - 3× Koni-Klasse
  - 8× Parchim-klasse
  - 12× Kondor-II-Klasse
  - Wilhelm Pieck (Skoleskib)
- 6. Flotille ved Bug på Rügen
  - 27× P-6-Klassen
  - 15× Osa I-klasse
  - 18× Shershen-Klasse
  - 1× Sassnitz-klasse
  - 5× Tarantul I-klasse
- 6. Grænsebrigade (kyst) i Rostock.

### Rangorden

#### Officerer
| NATO-rang    | OF-9           | OF-8        | OF-7          | OF-6            | OF-5            | OF-4             | OF-3             | OF-2            | OF-1                                                        | OF-D                     |
| ------------ | -------------- | ----------- | ------------- | --------------- | --------------- | ---------------- | ---------------- | --------------- | ----------------------------------------------------------- | ------------------------ |
| Distinktion  |                |             |               |                 |                 |                  |                  |                 |                                                             | Billede mangler          |
| Østtysk rang | Flottenadmiral | Admiral     | Vizeadmiral   | Konteradmiral   | Kapitän zur See | Fregattenkapitän | Korvettenkapitän | Kapitänleutnant | Oberleutnant zur See Leutnant zur See Unterleutnant zur See | Offiziersschüler         |
| Dansk rang   | Admiral        | Viceadmiral | Kontreadmiral | Flotilleadmiral | Kommandør       | Kommandørkaptajn | Orlogskaptajn    | Kaptajnløjtnant | Premierløjtnant Løjtnant                                    | Officersaspirant (2. år) |

#### Fenriks-, sergent- og meniggrupperne
| NATO rang   | W-4               | W-3           | W-2          | W-1                      | OR-8             | OR-7        | OR-6        | OR-5                       | OR-4               | OR-3             | OR-2                | OR-1                                    |
| ----------- | ----------------- | ------------- | ------------ | ------------------------ | ---------------- | ----------- | ----------- | -------------------------- | ------------------ | ---------------- | ------------------- | --------------------------------------- |
| Distinktion |                   |               |              |                          |                  |             |             |                            |                    |                  |                     |                                         |
| Tysk rang   | Stabsoberfähnrich | Stabsfähnrich | Oberfähnrich | Fähnrich Fähnrichschüler | Stabsobermeister | Obermeister | Meister     | Obermaat Obermaat auf Zeit | Maat Maat auf Zeit | Stabsmatrose     | Obermatrose         | Matrose                                 |
| Dansk rang  | Findes ikke       | Findes ikke   | Overfenrik   | Fenrik                   | Seniorsergent    | Oversergent | Findes ikke | Sergent                    | Korporal           | Marinespecialist | Marineoverkonstabel | Marinekonstabel Marineelev Værnepligtig |

## Eksterne links
- Wikimedia Commons har flere filer relateret til Volksmarine
- Uddannelses- og dokumentationsfilm om Volksmarine Arkiveret 26. marts 2009 hos  Wayback Machine Besøgt: 8. april 2011